# Dmitri Wladimirowitsch Malyschko
Dmitri Wladimirowitsch Malyschko (russisch Дмитрий Владимирович Малышко; * 19. März 1987 in Sosnowy Bor, Oblast Leningrad, UdSSR) ist ein ehemaliger russischer Biathlet. Er gewann 2013 zwei Weltcuprennen und bei den Weltmeisterschaften 2019 Bronze mit der russischen Staffel.

## Karriere
Dmitri Malyschko trat erstmals im Rahmen der Junioren-Europameisterschaften 2005 bei internationalen Wettkämpfen an und wurde in Kontiolahti Achter des Einzels, Zehnter des Sprints und 29. im Verfolgungsrennen. Es dauerte bis 2007, dass weitere Rennen im Rahmen des Junioren-Europacups in Geilo und Torsby folgten, darunter mit einem zweiten Rang in einem Sprint hinter Fredrik Lindström. Danach dauerte es wieder zwei Jahre, bis Malyschko 2009 im Rahmen des IBU-Cups in Ridnaun bei den Männern debütierte und schon in seinem ersten Rennen, einem Einzel, Siebter wurde. Noch in derselben Saison konnte er sein bestes Ergebnis in dieser Rennserie bei einem Einzel in Nové Město na Moravě auf den fünften Platz verbessern. Erstes Großereignis wurden die Biathlon-Europameisterschaften 2010 in Otepää, bei denen Malyschko im Einzel 25. wurde und mit Alexei Wolkow, Wladimir Semakow und Wiktor Wassiljew im Staffelrennen hinter der deutschen Mannschaft die Silbermedaille gewann. Bei seinem ersten Start im Weltcup belegte Dmitri Malyschko in Hochfilzen in der Saison 2011/12 Rang zehn im Sprint und erreichte auf Anhieb die Top Ten und gewann seine ersten Punkte. Seinen ersten Podestplatz belegte Malyschko mit Platz 3 in der Verfolgung von Kontiolahti im Jahr 2012. In der Saison 2012/13 konnte Dmitri Malyschko erstmals ein Weltcuprennen gewinnen: Im Sprint von Oberhof war er erfolgreich. Tags darauf konnte er auch die Verfolgung für sich entscheiden.
Bei den Olympischen Winterspielen 2014 wurde Malyschko gemeinsam mit Alexei Wolkow, Jewgeni Ustjugow und Anton Schipulin Olympiasieger im Staffelwettbewerb. Aufgrund eines Dopingvergehens Ustjugows wurde der Staffel die Goldmedaille später aberkannt. Im Sprint wurde er zuvor 28., in der Verfolgung 33. sowie im Massenstartrennen 20.

## Biathlon-Weltcup-Platzierungen

### Weltcupsiege
| Nr. | Datum        | Ort     | Disziplin  |
| --- | ------------ | ------- | ---------- |
| 1.  | 5. Jan. 2013 | Oberhof | Sprint     |
| 2.  | 6. Jan. 2013 | Oberhof | Verfolgung |

| Nr. | Datum         | Ort              | Disziplin |
| --- | ------------- | ---------------- | --------- |
| 1.  | 4. Jan. 2013  | Oberhof          | Staffel 1 |
| 2.  | 10. März 2013 | Krasnaja Poljana | Staffel 2 |
| 3.  | 13. Dez. 2014 | Hochfilzen       | Staffel 3 |
| 4.  | 8. Jan. 2015  | Oberhof          | Staffel 4 |
| 5.  | 15. Feb. 2015 | Oslo             | Staffel 5 |
| 6.  | 13. Dez. 2015 | Hochfilzen       | Staffel 6 |
| 7.  | 24. Jan. 2016 | Antholz          | Staffel 3 |
| 8.  | 13. Jan. 2019 | Oberhof          | Staffel 7 |

### Weltcup-Statistik
Die Tabelle zeigt alle Platzierungen (je nach Austragungsjahr einschließlich Olympische Spiele und Weltmeisterschaften).
- 1.–3. Platz: Anzahl der Podiumsplatzierungen
- Top 10: Anzahl der Platzierungen unter den ersten zehn (einschließlich Podium)
- Punkteränge: Anzahl der Platzierungen innerhalb der Punkteränge (einschließlich Podium und Top 10)
- Starts: Anzahl gelaufener Rennen in der jeweiligen Disziplin
- Staffel: inklusive Mixed- und Single-Mixed-Staffeln

| Platzierung          | Einzel | Sprint | Verfolgung | Massenstart | Staffel | Gesamt |
| -------------------- | ------ | ------ | ---------- | ----------- | ------- | ------ |
| 1. Platz             |        | 1      | 1          |             | 5       | 7      |
| 2. Platz             |        |        | 1          | 1           | 2       | 4      |
| 3. Platz             |        |        | 1          | 1           | 3       | 5      |
| Top 10               | 2      | 11     | 10         | 6           | 17      | 46     |
| Punkteränge          | 6      | 30     | 22         | 15          | 17      | 90     |
| Starts               | 8      | 35     | 25         | 15          | 17      | 100    |
| Stand: 22. März 2015 |        |        |            |             |         |        |